# Tillandsia × smalliana
Tillandsia × smalliana là một loài lai ghép tự nhiên (T. balbisiana x T. fasciculata) thuộc chi Tillandsia. Đây là loài đặc hữu của Hoa Kỳ.